# Аргентина на зимових Олімпійських іграх 2022
Аргентина взяла участь у зимових Олімпійських іграх 2022, що тривали з 4 до 20 лютого в Пекіні (Китай).
Збірна Аргентини складалася з двох чоловіків і чотирьох жінок, що змагалися в чотирьох видах спорту. Гірськолижниця Франческа Баруцці і лижник Франко Даль Фарра несли прапор своєї країни на церемонії відкриття.

## Спортсмени
Кількість спортсменів, що взяли участь в Іграх, за видами спорту.
| Вид спорту          | Чоловіки | Жінки | Загалом |
| ------------------- | -------- | ----- | ------- |
| Гірськолижний спорт | 1        | 1     | 2       |
| Лижні перегони      | 1        | 1     | 2       |
| Ковзанярський спорт | 0        | 1     | 1       |
| Санний спорт        | 0        | 1     | 1       |
| Загалом             | 2        | 4     | 6       |

## Гірськолижний спорт
Від Аргентини на ігри кваліфікувалися один гірськолижник і одна гірськолижниця, що відповідали базовому кваліфікаційному критерію.
| Спортсмен               | Дисципліна                    | 1-й спуск | 1-й спуск | 2-й спуск    | 2-й спуск    | Сума         | Сума         |
| Спортсмен               | Дисципліна                    | Час       | Місце     | Час          | Місце        | Час          | Місце        |
| ----------------------- | ----------------------------- | --------- | --------- | ------------ | ------------ | ------------ | ------------ |
| Томас Біркнер де Мігель | Слалом (чоловіки)             | НФ        | НФ        | Не потрапив  | Не потрапив  | Не потрапив  | Не потрапив  |
| Томас Біркнер де Мігель | Гігантський слалом (чоловіки) | НФ        | НФ        | Не потрапив  | Не потрапив  | Не потрапив  | Не потрапив  |
| Франческа Баруцці       | Гігантський слалом (жінки)    | 1:02:43   | 34        | 1:01.57      | 30           | 2:04.00      | 29           |
| Франческа Баруцці       | Слалом (жінки)                | НФ        | НФ        | Не потрапила | Не потрапила | Не потрапила | Не потрапила |
| Франческа Баруцці       | Супергігант (жінки)           | Н/Д       | 1:16.65   | 29           |              |              |              |

## Лижні перегони
Від Аргентини на Ігри кваліфікувалися один лижник і одна лижниця, що відповідали базовому кваліфікаційному критерію.
Дистанційні перегони
| Спортсмен         | Дисципліна                        | Класичний стиль | Класичний стиль | Вільний стиль | Вільний стиль | Фінал   | Фінал       | Фінал |
| Спортсмен         | Дисципліна                        | Час             | Місце           | Час           | Місце         | Час     | Відставання | Місце |
| ----------------- | --------------------------------- | --------------- | --------------- | ------------- | ------------- | ------- | ----------- | ----- |
| Франко Даль Фарра | 15 км класичним стилем (чоловіки) | Н/Д             | Н/Д             | Н/Д           | Н/Д           | 48:35.5 | +10:40.7    | 86    |
| Франко Даль Фарра | 30 км скіатлон (чоловіки)         | КОЛО            | КОЛО            | КОЛО          | КОЛО          | КОЛО    | КОЛО        | 63    |
| Наїара Діас       | 10 км класичним стилем (жінки)    | Н/Д             | Н/Д             | Н/Д           | Н/Д           | 40:30.8 | +12:24.5    | 96    |

Спринт
| Спортсмен         | Дисципліна | Кваліфікація | Кваліфікація | Чвертьфінал  | Чвертьфінал  | Півфінал     | Півфінал     | Фінал        | Фінал        |
| Спортсмен         | Дисципліна | Час          | Місце        | Час          | Місце        | Час          | Місце        | Час          | Місце        |
| ----------------- | ---------- | ------------ | ------------ | ------------ | ------------ | ------------ | ------------ | ------------ | ------------ |
| Франко Даль Фарра | Чоловіки   | 3:09.95      | 74           | Не потрапив  | Не потрапив  | Не потрапив  | Не потрапив  | Не потрапив  | Не потрапив  |
| Наїара Діас       | Жінки      | 4:05.46      | 83           | Не потрапила | Не потрапила | Не потрапила | Не потрапила | Не потрапила | Не потрапила |

## Санний спорт
Завдяки результатам у Кубку світу 2021–2022, від Аргентини на Ігри кваліфікувалася одна санкарка.
| Спортсмен              | Дисципліна             | 1-й заїзд | 1-й заїзд | 2-й заїзд | 2-й заїзд | 3-й заїзд | 3-й заїзд | 4-й заїзд    | 4-й заїзд    | Сума     | Сума  |
| Спортсмен              | Дисципліна             | Час       | Місце     | Час       | Місце     | Час       | Місце     | Час          | Місце        | Час      | Місце |
| ---------------------- | ---------------------- | --------- | --------- | --------- | --------- | --------- | --------- | ------------ | ------------ | -------- | ----- |
| Вероніка Марія Равенна | Одномісні сани (жінки) | 59.811    | 24        | 59.780    | 22        | 59.719    | 25        | Не потрапила | Не потрапила | 2:59.310 | 24    |

## Ковзанярський спорт
Завдяки результатам у Кубку світу 2021–2022, від Аргентини на Ігри кваліфікувалася одна ковзанярка, що бігла на дистанції 500 метрів. Це був дебют країни в цьому виді спорту на зимових Олімпійських іграх.
| Спортсменка             | Дисципліна         | Заїзд | Заїзд |
| Спортсменка             | Дисципліна         | Час   | Місце |
| ----------------------- | ------------------ | ----- | ----- |
| Марія Вікторія Родрігес | 500 метрів (жінки) | 39.70 | 30    |